# Giorgio Filippi
Giorgio Filippi ist ein italienischer Archäologe.
Er promovierte 1981 an der Universität Rom und arbeitet seit 1993 als Kurator der epigrafischen Sammlungen der Vatikanischen Museen. Seine Hauptforschungsgebiete sind die prähistorischen Kulturen Latiums, römische Ziegelstempel sowie die Ausgrabungen unter der römischen Basilika Sankt Paul vor den Mauern.
Bekannt wurde er durch seine seit 1998 durchgeführten Grabungen in dieser römischen Kirche, die zu der Ende 2006 bekannt gegebenen Wiederentdeckung des Paulusgrabes führten. Filippi lokalisierte die traditionelle Verehrungsstätte des Apostelgrabes unter dem Altar der Kirche und entdeckte dort einen großen Sarkophag, der als mögliche Grablege des Paulus von Tarsus angesehen wird. Nach Knochenfunden im Inneren des Sarkophags wurde das Paulusgrab im Jahr 2009 der Öffentlichkeit zugänglich gemacht.

## Schriften (Auswahl)
- Primo contributo alla conoscenza del territorio sabino nell’età preistorica e protostorica. In: Archeologia laziale. Band 2, Rom 1979, S. 111–115
- Recenti acquisizioni su abitati e luoghi di culto nell’ager Aequiculanus. In: Archeologia laziale. Band 4, Rom 1981, S. 165–177
- La necropoli di Campo Reatino, 1. I materiali. In: Archeologia Classica. Band 35, 1983, S. 138–185
- Recenti acquisizioni su abitati e luoghi di culto nell’ager Aequiculanus. In: Archeologia laziale. Band 6, Rom 1984, S. 165–177
- I rinvenimenti del Rivo di Piediluco. In: Dialoghi di archeologia. Band 3, 1985, Nr. 2, S. 57–64
- La definizione dei confini municipali con il sistema dei poligoni di Thiessen. In: Γεωγραφία. Atti del Secondo convegno maceratese su geografia e cartografia antica, Macerata 1985. Rom 1988, S. 55–75
- Nuovi dati sui laterizi bollati della catacomba ebraica di Monteverde. In: Bollettino dei monumenti, musei e gallerie pontificie. Band 11, 1991, S. 73–99
- Un’iscrizione ligoriana da Otricoli secondo esemplare di CIL XI 4090. In: Bollettino dei monumenti, musei e gallerie pontificie. Band 14, 1994, S. 93–102, Abb.
- Guida ai musei preistorici e protostorici del Lazio. 2. Aufl., hrsg. v. Tourismusreferat der Region Latium, Dino Audino Ed., Rom o. J.
- Ocriculana. In: Scritti di archeologia e storia dell’arte in onore di Carlo Pietrangeli. Rom 1996, S. 73–93
- Inscriptiones Sanctae Sedis, 3. Indice della raccolta epigrafica di San Paolo fuori le mura. Città del Vaticano 1998
- mit Sible de Blaauw: San Paolo fuori le mura. La disposizione liturgica fino a Gregorio Magno. In: Mededelingen van het Nederlands Instituut te Rome. Band 59, 2000, S. 5–25
- mit Giandomenico Spinola: Il materiale archeologico della collezione Borgia in Vaticano. Le iscrizioni, le sculture, i mosaici, le terrecotte. In: Le quattro voci del mondo: arte, culture e saperi nella collezione di Stefano Borgia 1731–1804. Neapel 2001, S. 192–226
- mit E. A. Stanco: Opus doliare Tiberinum. Un modello per la ricerca dei centri di produzione laterizia. In: Bollettino dei monumenti, musei e gallerie pontificie. Band 22, 2002, S. 99–108
- La produzione laterizia bollata di età romana nella media valle dell’Aniene. In: Atti e memorie della Società tiburtina di storia e d’arte. Band 77, 2004, S. 275–308
- La tomba di San Paolo e le fasi della basilica tra il IV e VII secolo. Primi risultati di indagini archeologiche e ricerche d’archivio. In: Bollettino dei monumenti, musei e gallerie pontificie. Band 24, 2004, S. 187–224.
- mit E. A. Stanco: Epigrafia e toponomastica della produzione laterizia nella valle del Tevere. L’Umbria e la Sabina tra Tuder e Crustumerium. L’Etruria tra Volsinii e Lucus Feroniae. In: Interpretare i bolli laterizi di Roma e della valle del Tevere. Produzione, storia economica e topografia. Atti del convegno all’Ecole Française de Rome e all’Institutum Romanum Finlandiae 2000. Rom 2005, S. 121–199
- mit E. Gliozzo: Archeologia e archeometria della produzione doliare bollata urbana. Ulteriori dati e riflessioni. In: Interpretare i bolli laterizi di Roma e della valle del Tevere. Produzione, storia economica e topografia. Rom 2005, S. 229–247
- Die Ergebnisse der neuen Ausgrabungen am Grab des Apostels Paulus. Reliquienkult und Eucharistie im Presbyterium der Paulsbasilika. In: Römische Mitteilungen. Band 112, 2005–2006, S. 277–292
- Topografia delle fornaci laterizie romane dell’ager Amerinus. In: Uomini, terre e materiali. Aspetti dell’antica Ameria tra paleontologia e tardoantico. Amelia 2006, S. 151–157
- La tomba dell’Apostolo Paolo: nuovi dati dai recenti scavi. Notizie storiche e archeologiche. In: Ottavio Bucarelli, María Morales Martín (Hrsg.): Paulo apostolo martyri. L’apostolo San Paolo nella storia, nell’arte e nell’archeologia. Gregoriana & Biblical Press, Rom 2011, S. 97–118
- mit Paolo Liverani: Un nuovo frammento della Forma Urbis con il Circus Flaminius. In: Atti della Pontificia Accademia Romana di Archeologia: Rendiconti. Serie III, Band 87, 2015, S. 69–88